# Rondelet's rog
De  Rondelet's rog (Raja rondeleti) is een vissensoort uit de familie van de Rajidae. De wetenschappelijke naam van de soort is voor het eerst geldig gepubliceerd in 1959 door Bougis.